# Рансохов, Мартин
Мартин Рансохов (Рансохофф) (англ. Martin Ransohoff; 1926—2017) — американский продюсер.

## Биография
Родился 26 ноября 1926 года в Новом Орлеане.
Окончил Колгейтский университет (штат Нью-Йорк).
В 1960 году основал продюсерскую компанию Filmways, Inc., в которой работал до 1972 года, после чего стал независимым продюсером.

## Избранная фильмография
- 1965 — Цинциннати Кид
- 1965 — Кулик
- 1968 — Полярная станция «Зебра»
- 1973 — Спасите тигра
- 1980 — Смена времён года
- 1981 — Поп Америка
- 1997 — Турбулентность